# Gerhard Hummel (Fußballspieler)
Gerhard Hummel (* 22. August 1953 in Nürnberg) ist ein ehemaliger deutscher Fußballspieler.

## Laufbahn
Der Torwart spielte ab 1966 in der Jugend beim ESV Rangierbahnhof, bevor er mit 18 Jahren zum Nachwuchs des 1. FC Nürnberg wechselte. Beim Club blieb der junge Bayernauswahlspieler ein Jahr, bekam dann allerdings keinen neuen Vertrag und spielte daraufhin zwei Jahre für den 1. FC Herzogenaurach. Hummel kehrte zum Club zurück, für den er als Ersatztorhüter in der 2. Bundesliga spielte und mit dem er 1978 in die Bundesliga aufstieg. 1979 ging er für jeweils ein Jahr zum ESV Ingolstadt und FC 08 Homburg, wo er die Nummer eins zwischen den Pfosten war.